# پیتر لیلی
سر پیتر لیلی (به انگلیسی: Sir Peter Lely، تلفظ: [leelee]) با نام اصلی پیتر وان در فاس (به هلندی: Pieter van der Faes) (زادهٔ ۱۴ سپتامبر ۱۶۱۸ - درگذشتهٔ ۷ دسامبر ۱۶۸۰) نقاش پرتره سبک باروک بود که تحت تأثیر سبک آنتونی ون دایک قرار داشت و در ۱۶۶۱ به عنوان نقاش دربار چارلز دوم منصوب شد. پیتر لیلی در ۱۶۷۹ مقام شوالیه (سِر) را دریافت داشت.

## زندگی‌نامه
پیتر لیلی با نام واقعی پیتر وان در فاس در شهر سوئست آلمان زده شد و در هارلم هلند تحصیل نمود و در ۱۶۳۷ عضو انجمن صنفی آنجا شد. پیتر جوان برای خود نام هنری پیتر لیلی را برگزید. گفته می‌شود که دلیل او برای این انتخاب وجود نقش گل سوسنی بود که بر روی سه‌گوشی کنار شیروانی خانه‌شان در هاگ حکاکی شده بود.
پیتر لیلی سپس در حدود ۱۶۴۳ به انگلستان رفت و دیری نگذشت که توفیق کشیدن پرتره‌های چارلز یکم و جیمز، دوک یورک نصیبش شد. او سپس در حراجی مجموعه تابلوهای چارلز یکم مربوط به دوره‌ای از ۱۶۴۹ تا ۱۶۵۳ شرکت کرده و آنها را خریداری نمود. پیتر لیلی فردی خبره در کار آثار هنری بود و کلکسیون شخصی معروفی داشت. او در زمان الیور کرامول و پس از او در دوران بازگشت پیشرفت بسیاری نمود و در ۱۶۶۱ به عنوان نقاش دربار شاه چارلز دوم منصوب شد. در این زمان بود که او بهترین پرتره‌های خود را کشید و همچون آنتونی ون دایک، مقرری ۲۰۰ پاوند در سال برای او تعیین شد.
لیلی را می‌توان از نظر تکنیکی پس از مرگ ون دایک، ماهرترین نقاش وقت انگلستان به‌شمار آورد. او در دوران جمهوری کرامولی سبکی خشک و پیوریتن‌وار را برگزید اما پس از دوران بازگشت، سبک او نیز تغییر یافت و می‌توان جزئیاتی ظریف همچون رنگ‌آمیزی و نورپردازی دقیق لباس‌های ابریشمی بانوان درباری را در سلسله پرتره‌های لیلی از آنان که در طول دههٔ ۱۶۶۰ کشیده شده و «زیبارویان ویندسور» نام گرفته‌است مشاهده نمود. او همزمان از ۱۶۶۶ تا ۱۶۶۷ در گرینیچ به نقاشی پرتره‌های دریاسالاران مشغول بود و خصوصیات مردانه و خشن آنها در این تابلوها به‌خوبی نمایان است. با این حال کارهای بعدی او دچار شیوه‌گرایی شده و فاقد انرژی و زنده‌دلی کارهای پیشین او بودند.
پیتر لیلی به پاس کارهایش در ۱۶۷۹ به مقام شوالیه رسید و مدت کمی پس از آن در دسامبر ۱۶۸۰ در لندن درگذشت.

## نگارخانه

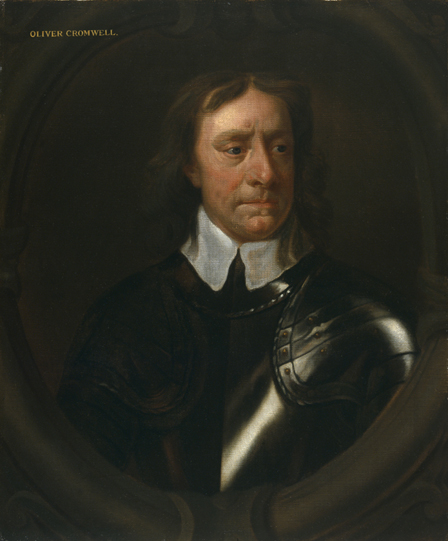
الیور کرامول، در حدود ۱۶۶۰
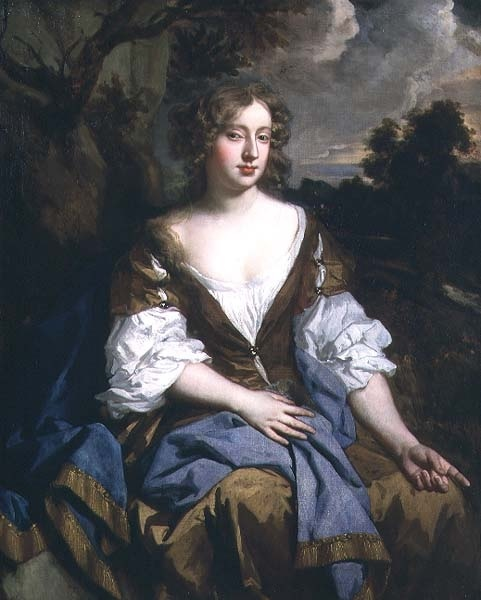
مری مال دیویس، هنرپیشه و معشوقهٔ چارلز دوم، در حدود ۱۶۶۵
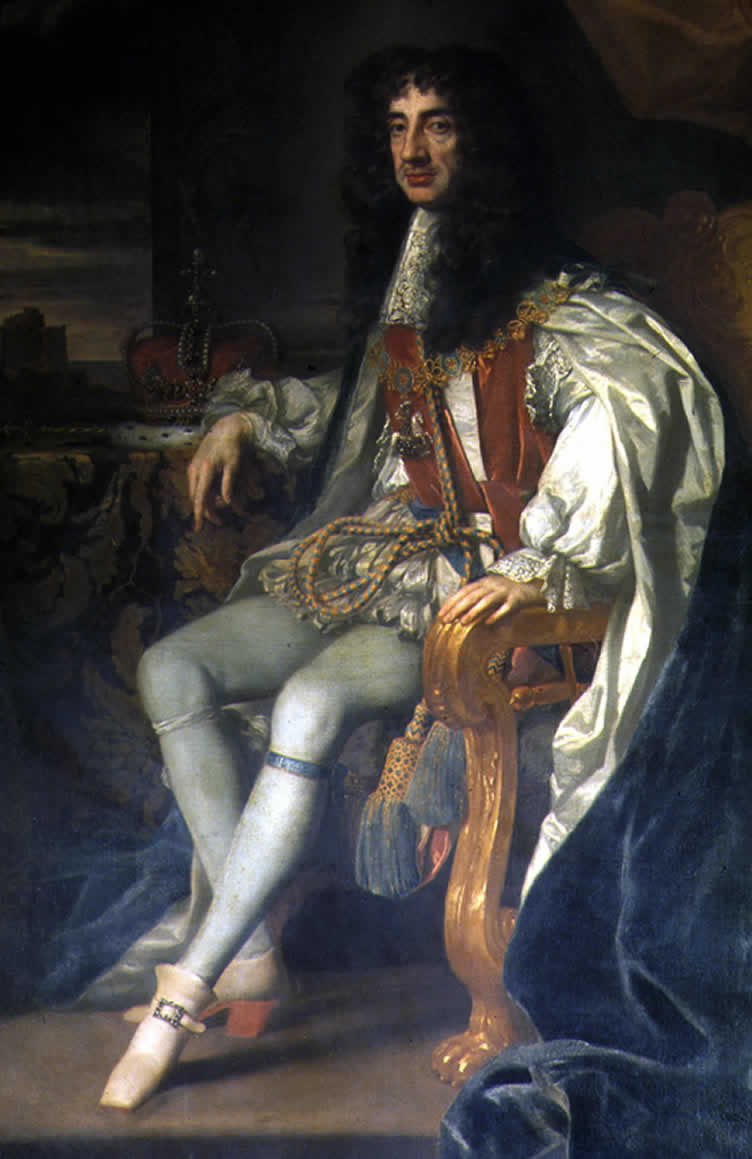
چارلز دوم، پادشاه انگلستان، در حدود ۱۶۷۵
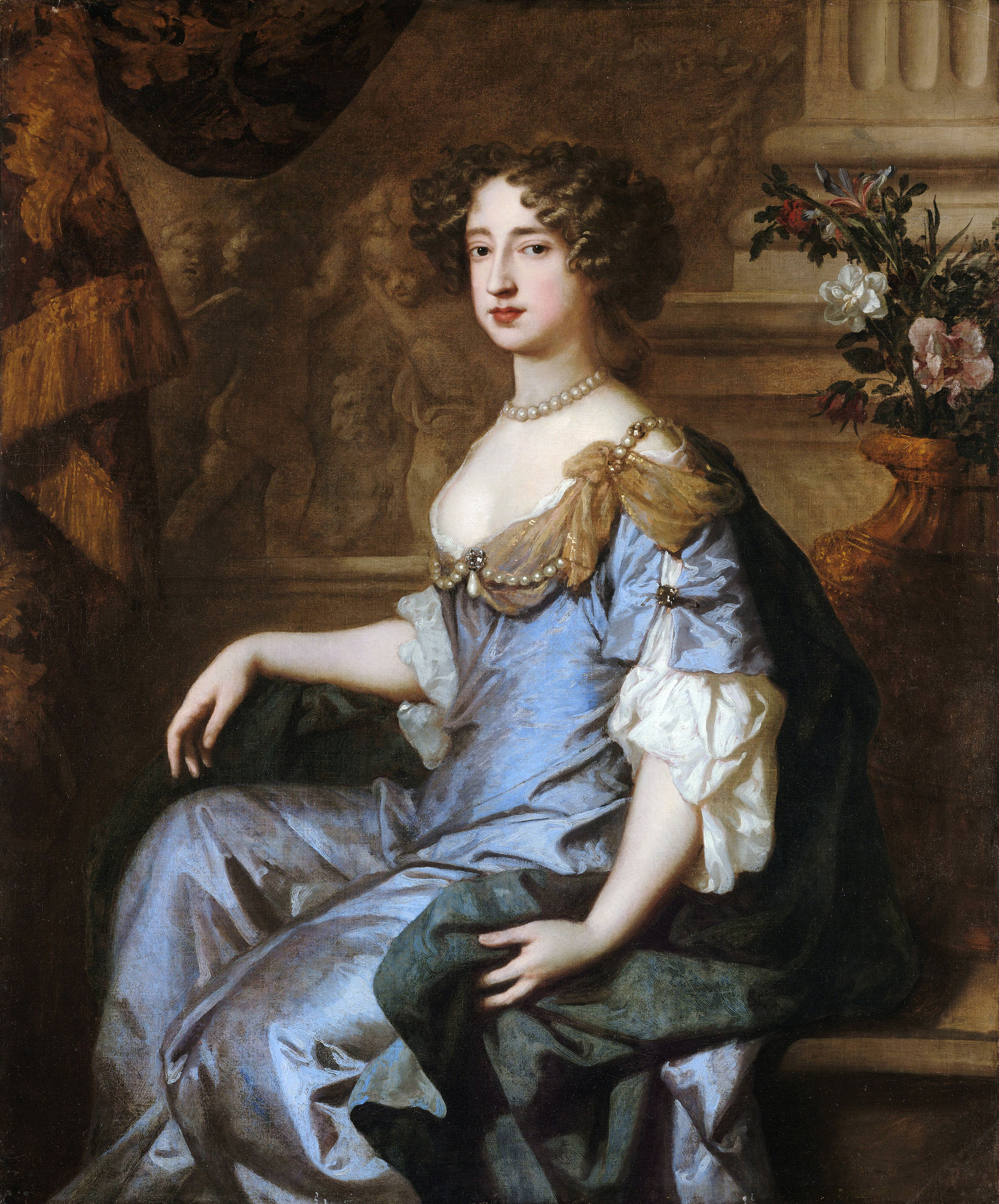
ماری دوم، ملکهٔ انگلستان
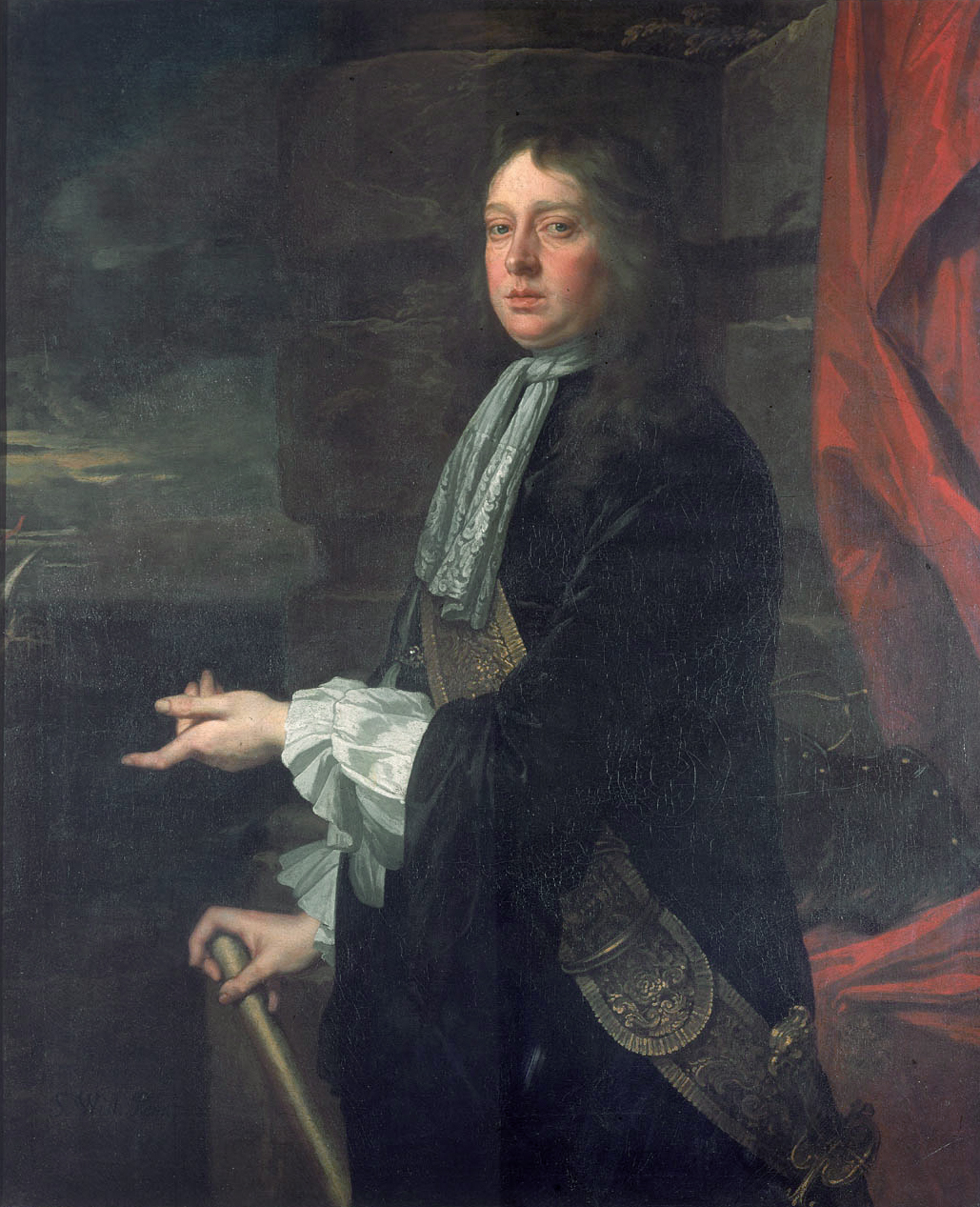
دریاسالار ویلیام پن
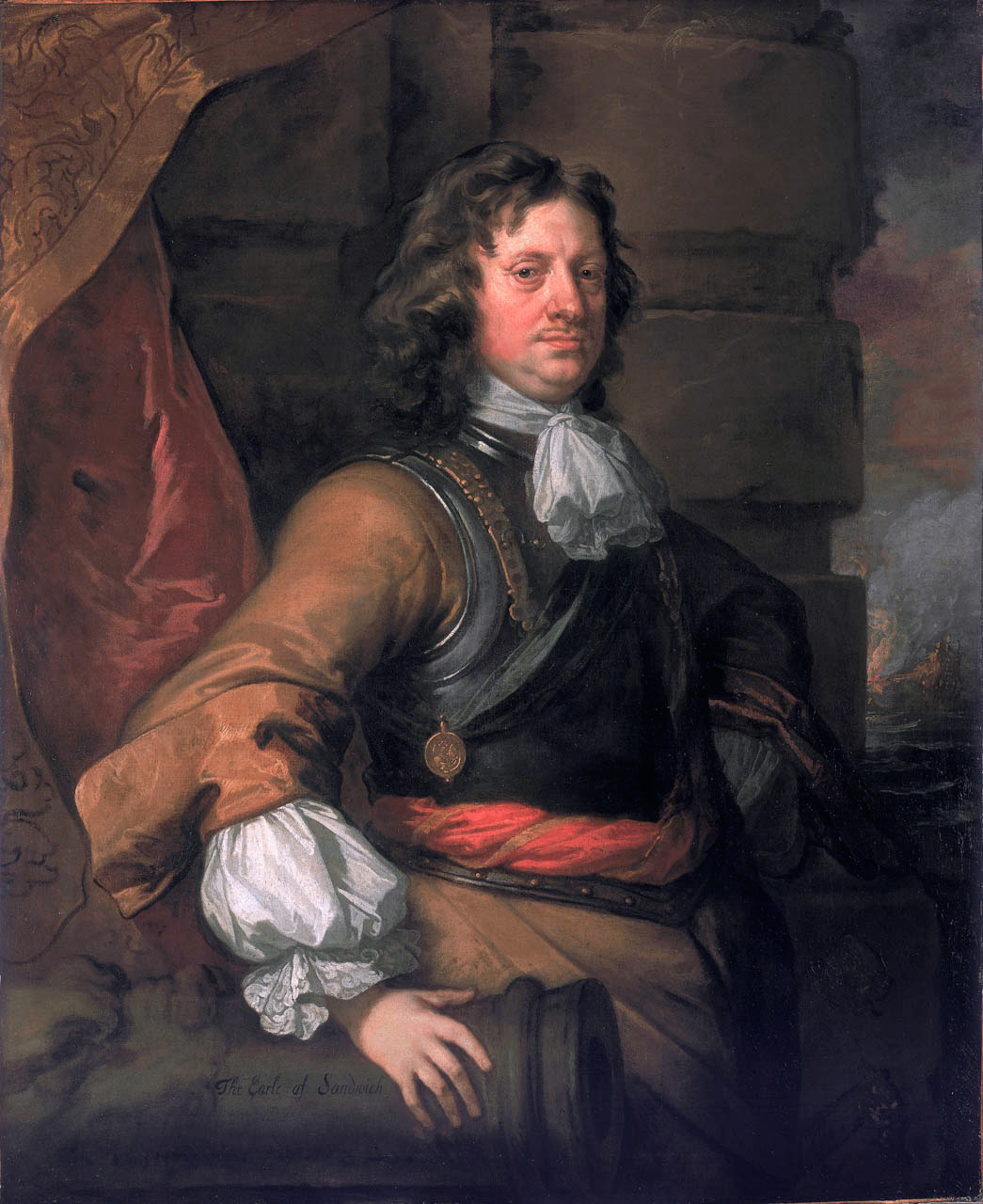
ادوارد مونتاگ، ارل اول سندویچ، ۱۶۶۶
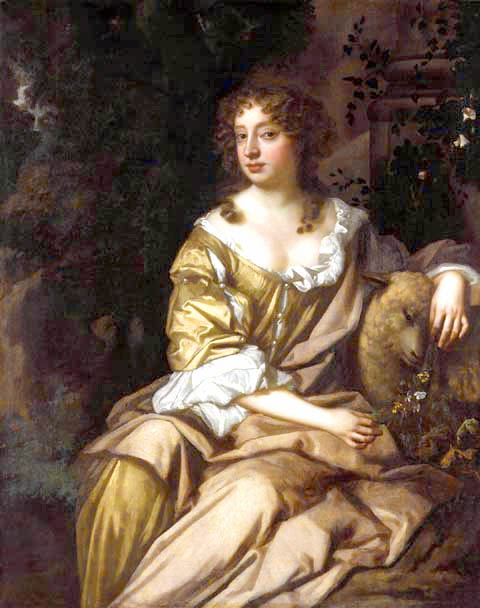
نل گوئین، کمدین و معشوقهٔ چارلز دوم، در حدود ۱۶۷۵
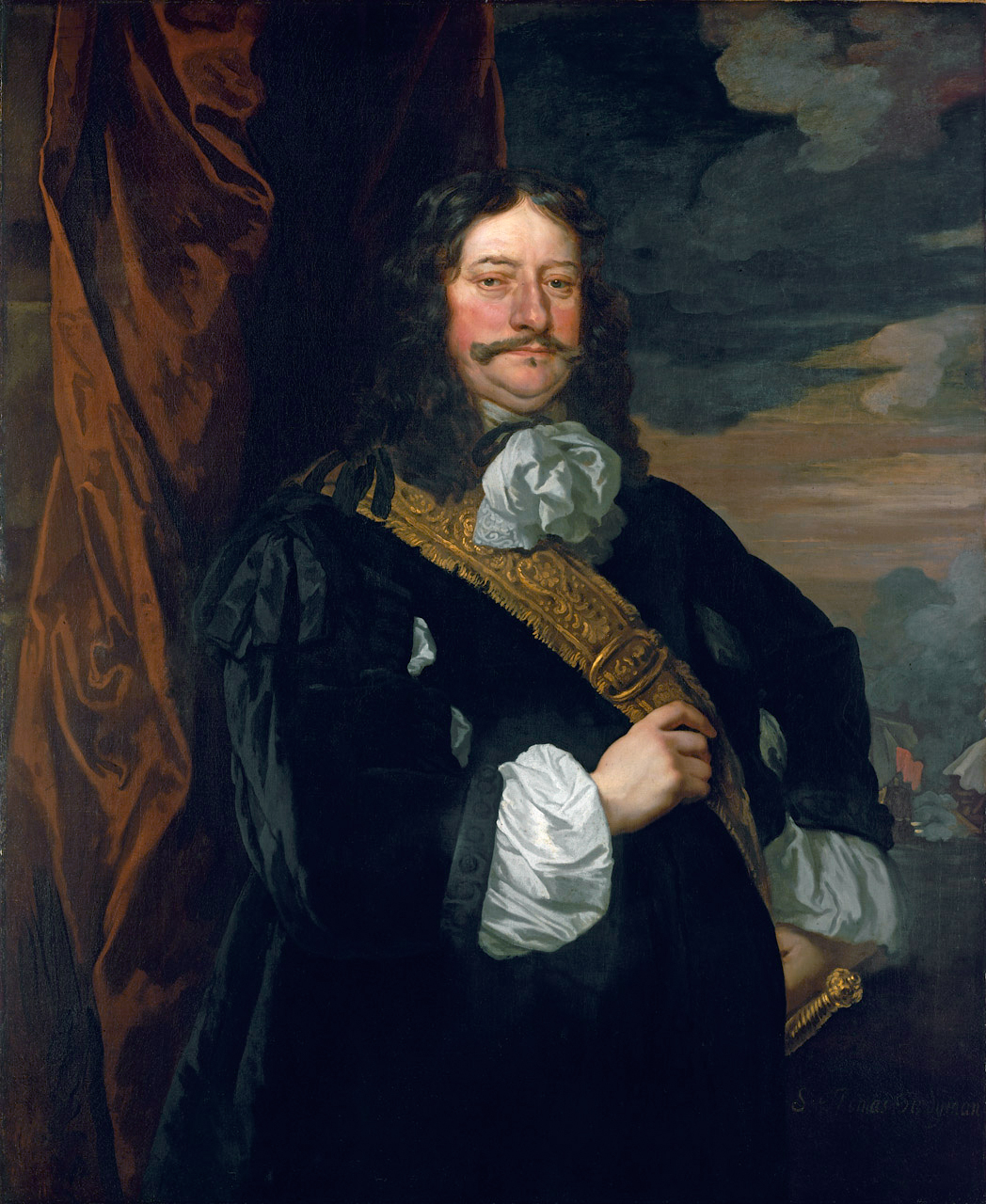
دریاسالار سر تامس تدیمن، ۱۶۶۶
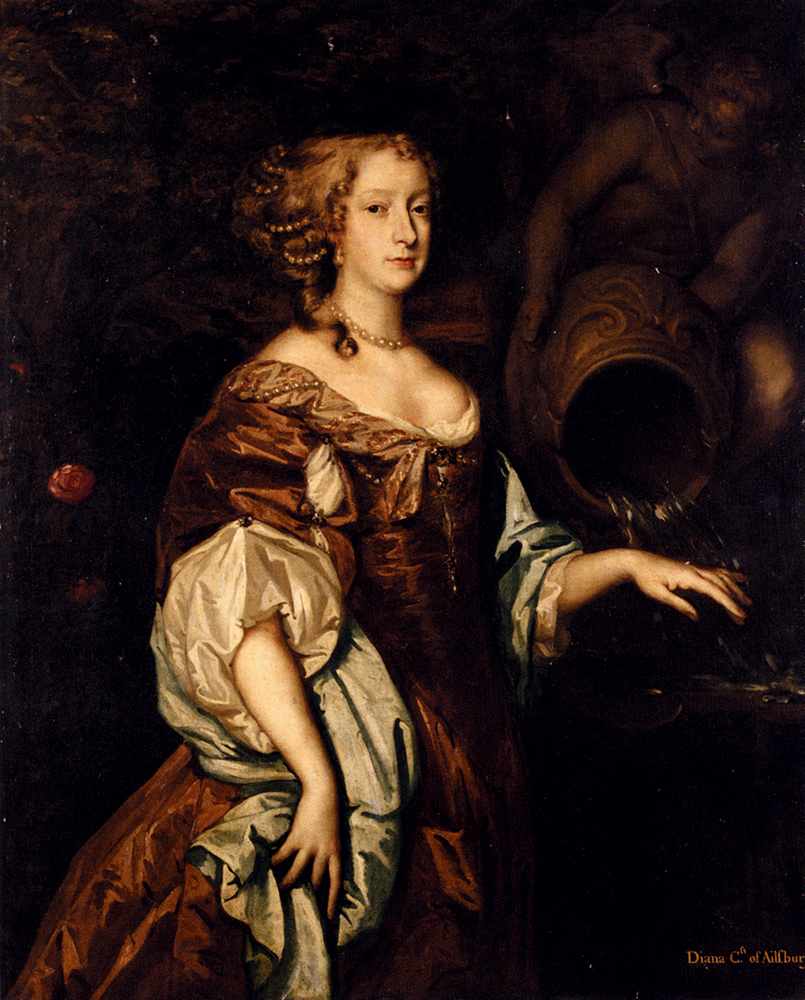
دایانا، کنتس آیلزبری
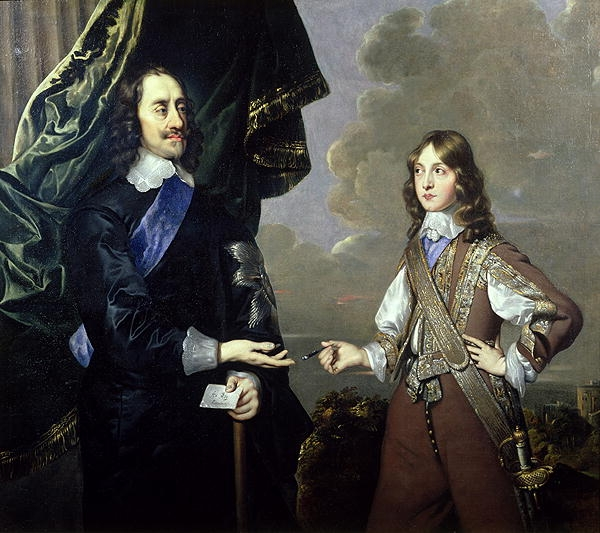
چارلز اول و جیمز دوم، ۱۶۴۷
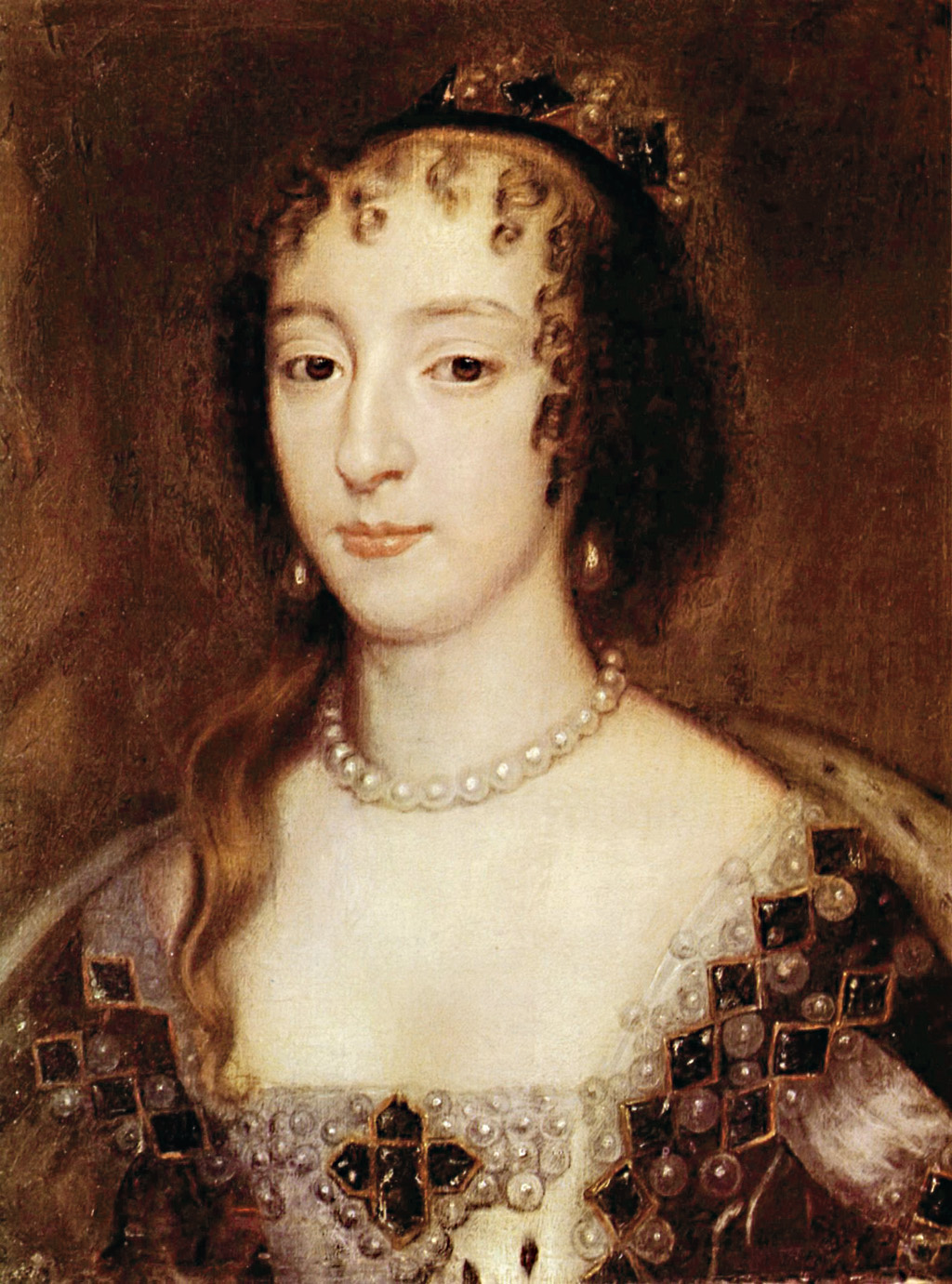
هنریتا ماریا، ملکهٔ انگلستان، ۱۶۶۰
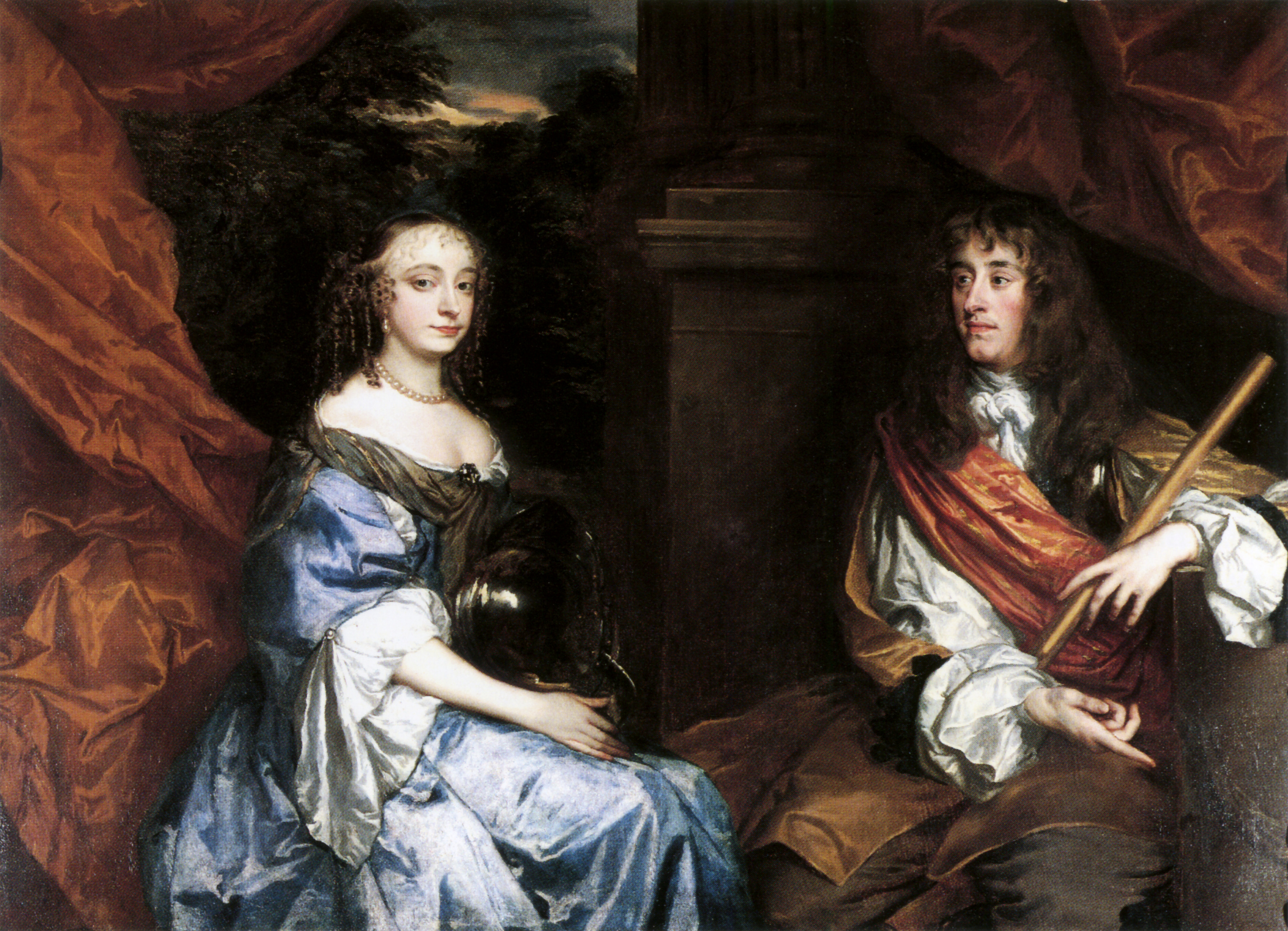
جیمز دوم و ان هاید